# Heinrich I. (Ortenburg)
Heinrich I. († 15. Februar 1241) war das jüngste Kind des Grafen Rapoto I. von Ortenburg und stammte aus dem Hause der Ortenburger.

## Leben und Wirken
Heinrich I. und sein Bruder Pfalzgraf Rapoto II. von Bayern waren dank der hohen Stellung der Familie im Reich sehr bekannt. Beide wurden gemeinsam mit den Kindern Kaiser Friedrich Barbarossas auf dem Reichstage zu Mainz im Jahre 1184 zum Ritter geschlagen.
1188 fiel ihm gemeinsam mit seinem Bruder Teile aus dem umfangreichen Erbe der im Mannesstamm ausgestorbenen Grafen von Sulzbach zu. Nachdem ihr Vater Rapoto I. bereits 1186 verstorben war, kam es anschließend zu einer Erbteilung. Heinrich I. erhielt dabei die Besitzungen im Nordgau mit Murach bei Oberviechtach sowie die Grafschaft im Wolfachtal mit Sitz in Ortenburg samt einigen Besitzungen im Rottal. Die Besitzungen im Rottachgau mitsamt der Grafschaft Kraiburg-Marquartstein, Rottal und Chiemgau gingen an seinen älteren Bruder. Diese Erbteilung ist entscheidend, da sie endgültig war und die Güter nach dem Erlöschen der Pfalzgrafenlinie im Jahre 1248 verloren gingen.
Im Jahre 1206 gründete Heinrich I. zusammen mit dem Passauer Bischof die Stadt Vilshofen an der Donau.
1217 nahm er angeblich am Fünften Kreuzzug nach Palästina teil. Seit 1218 erscheint er als Vogt von St. Nikola bzw. seit 1222 als Vogt des Passauer Domkapitels.
Besonders wichtig für Heinrich I. ist eine Urkunde Kaiser Friedrichs II. aus dem Jahre 1229, in der ihm gewährt wurde Bergwerke zu betreiben. Dies ist deswegen so bedeutend, da es eine Übertragung von Regalien war und er damit de facto eine Teilunabhängigkeit erhielt. Dies gilt als Keimzelle für die spätere Reichsunmittelbarkeit der Grafschaft Ortenburg.
Heinrichs Besitzungen vergrößerten sich 1223 und 1232 erheblich, als Diepold von Leuchtenberg, die Herren von Höhnberg und Heinrich von Altendorf (aus dem Hause der Grafen von Leonberg) ihm reiche Besitzungen verpfändeten. Darunter waren unter anderem die Feste Leuchtenberg, Besitzungen zu Höchstadt an der Aisch und die Burg Pfaffenhofen im Nordgau sowie Besitzungen um Mühlbach, Neustadt und Neumarkt. Seine Besitzungen erstreckten sich vom Rottal bis hinauf nach Tirschenreuth entlang der böhmischen Grenze.
Im Jahre 1230 zog Heinrich zusammen mit seinem Bruder Rapoto II. im Gefolge Kaiser Friedrichs II. nach Italien, um an Verhandlungen über dessen Aussöhnung mit Papst Gregor IX. teilzunehmen.
1238 schenkte Heinrich I. seine Besitzungen um die Feste Murach seinen drei jüngeren Söhnen und seiner zweiten Frau Richgard.
Heinrich I. war zusammen mit seinem Bruder Rapoto II. bzw. seinem Neffen Rapoto III. in viele Fehden mit den Nachbarn verwickelt. Beim ersten Konflikt im Jahre 1192 geriet Heinrich nach der Belagerung seiner Burg Ortenburg in Gefangenschaft von Herzog Leopold von Österreich. In den folgenden Jahren war er in weitere Fehden verwickelt, unter anderem mit den Grafen von Bogen (1199, 1212, 1216) und den Bischöfen Wolfgar (1199) und Mangold (1222) von Passau. Des Weiteren war Heinrich aber auch zusammen mit seinem Bruder auf etlichen Reichs-, Hof- und Landtagen der Kaiser, Könige und Herzöge zu Gast.
Heinrich I. verstarb am 15. Februar 1241. Laut einer Urkunde seines Sohnes Rapoto IV. wurde er in der Sixtuskapelle neben dem Passauer Dom bestattet.

## Nachkommen
Heinrich I. war zweimal verheiratet. In 1. Ehe mit Juta, auch Božislava, Prinzessin von Böhmen und Tochter des böhmischen Königs Ottokar I. Přemysl. In 2. Ehe mit Richgard, Markgräfin von Hohenburg, Tochter des Markgrafen Diepold von Hohenburg. Aus diesen Ehen entstammen folgende Kinder:
1. Ehe:
- Elisabeth († 1272), ⚭ Gebhard IV. († 1279), Landgraf von Leuchtenberg
- Heinrich II. († 4. Februar 1257), Graf von Ortenburg
- Anna († 1239), ⚭ Friedrich IV. († 30. August 1274), Graf von Truhendingen
- Osanna († 17. Januar 1288), ⚭ Konrad von Ehrenfels

2. Ehe:
- Gebhard († 1275), Graf von Ortenburg und Graf von Murach
- Rapoto IV. († 1296), Graf von Ortenburg und Graf von Murach, ⚭ Kunigunde, Tochter Diethalms von Bruckenberg
- Diepold († August 1285)